# Tilford Bach Society
Die Tilford Bach Society (TBS) veranstaltet seit 1952 alljährlich im Juni das Tilford Bach Festival, gewidmet der Musik von Johann Sebastian Bach.

## Geschichte
Tilford liegt im County Surrey, rund sechzig Kilometer südwestlich von London. Musikalischer Leiter an der dortigen All Saints Church war zu Beginn der 1950er Jahre der Organist und Komponist Denys Darlow (1921–2015), der die Gründung der TBS initiierte. Bereits im Jahr der Gründung der Gesellschaft konnte das erste Bach-Festival veranstaltet werden.
In den ersten beiden Jahrzehnten beruhte das Festival auf der gemeinsamen Anstrengung der Gemeinde und der Umgebung. Neben Lehrern und professionellen Musikern wirkten auch viele Freizeitmusiker mit. Ab den 1970er Jahren begann sich auch in Tilford die Originalklang-Bewegung durchzusetzen und auf die Beteiligung von Amateuren wurde schließlich verzichtet. Denys Darlow, der in der Folge auch die London Handel Society und das dazugehörige Festival gründete, zog sich 2002 nach 50-jähriger Tätigkeit für die Tilford Bach Society zurück und übergab die Künstlerische Leitung an Laurence Cummings, einen bekannten Cembalisten und Dirigenten. Heute obliegt die Leitung des Festivals dem Geiger Adrian Butterfield.
Namhafte Spezialisten der Barockmusik haben bereits in Tilford gespielt, gesungen und dirigiert – darunter die London Handel Players, die Sopranistin Emma Kirkby, der Countertenor Robin Blaze und der Bass Peter Harvey. Zum 150-Jahr-Jubiläum der Kirche von Tilford im November 2017 wurde Bachs Weihnachtsoratorium gegeben.
Die Tilford Bach Society veranstaltet weiters regelmäßig Konzerte im nahegelegenen Farnham.

## Künstlerische Leiter
- 1952–2002: Denys Darlow
- 2003–2010: Laurence Cummings
- seit 2011: Adrian Butterfield